# Хойл, Изука
Шантель Изука Хойл (англ. Chantelle Izuka Hoyle, род. 18 января 1996, Эдинбург, Шотландия) — Британская актриса. Она известна своими ролями в сериале CW «Аванпост» (2020–2021) и ситкоме Channel 4 «Большие мальчики» (2022–).

## Биография
Хойл родилась в Эдинбурге.  Её сестра Кимберли также играет и поет. Их отец вырос в Эдинбурге, и у него есть семья из Англия; их мать нигерийского происхождения приехала в Великобритания, когда была подростком. Хойл учился в начальной школе Крамонда, а затем в Королевской средней школе. Она закончила шестой класс Академии исполнительских искусств MGA, а затем переехала в Лондон, где получила стипендию для обучения в Школы художественного образования, которую окончила в 2017 году.
Хойл дебютировала в кино в роли Мария Сетон в исторической драме «Две королевы», а также дебютировала на телевидении во втором сериале «Клика».
Хойл присоединился к актёрскому составу сериала CW «Аванпост» в третьем и четвёртом сезонах в роли Рена и сыграл небольшую роль Даны в адаптации «Колесо времени» на Amazon Prime. Она снялась в фильмах «Злодей» и «Точка кипения», последний из которых принес ей BAFTA Scotland. По состоянию на 2022 год Хойл играет Коринн в ситкоме Channel 4 «Большие мальчики», а также у него есть предстоящие роли в фильмах «Доводы рассудка» и «Бич Бойз».

## Фильмография

### Фильм
| Год  | название        | Роль               |
| ---- | --------------- | ------------------ |
| 2018 | Две королевы    | Мария Сетон        |
| 2020 | Злодей          | Хлоя Фрэнкс        |
| 2021 | Точка кипения   | Камилла            |
| 2022 | Доводы рассудка | Генриетта Масгроув |

### Телесериалы
| Год       | название         | Роль            |
| --------- | ---------------- | --------------- |
| 2018      | Клика            | Дэни            |
| 2019      | Придурок         | Клара           |
| 2020      | Дедуотер Фелл    | Жозефина Хамфри |
| 2020–2021 | Аванпост         | Крапивник       |
| 2021      | Плавать          | Энджи           |
| 2021      | Колесо времени   | Дана            |
| 2022      | Большие мальчики | Коринн          |
| 2023      | Точка кипения    | Камилла         |